# 農業の歴史

農業の発祥と拡散

農業の歴史（のうぎょうのれきし、英語: history of agriculture）では、農業（農耕・牧畜）の歴史および農業技術の発展と普及について記述する。
人類はもともと、もっぱら狩猟採集を行って生きていたと考えられており（狩猟採集社会）、農業は様々な分類群(いわゆるタクソン)の動植物を対象に、世界各地でそれぞれ別個に始まったと考えられている。ロシア(のちソビエト連邦)の農学者・植物学者であり、遺伝学者でもあったニコライ・ヴァヴィロフによれば、栽培植物の起源中心地は、地球上の11の地域に及ぶ。
後述するように、およそ紀元前9500年頃の新石器時代にはレバントにおいて、デュラムコムギの始祖とされるエンマーコムギ、ヒトツブコムギをはじめ、オオムギ類、エンドウマメ類、レンズマメ、ヒヨコマメ、アマなど8種類の初期作物が収穫されていたことが知られている。コメ類は、紀元前6200年頃までには中国で栽培が開始され、最古の収穫の記録は、紀元前5700年頃とされる。それに続いて、リョクトウ(緑豆)、大豆や小豆も栽培が開始された。サトウキビや根菜類の栽培は、紀元前7000年頃のニューギニア島で始まった。モロコシは、紀元前5000年頃までには、アフリカのサヘル地域で栽培が開始された。メソアメリカでは紀元前4000年頃に、現在のトウモロコシの起源とされる野生種のテオシンテ(または、テオシントとも)の栽培が始まった。綿(ワタ)の栽培は、紀元前3600年頃までにペルーで始まったとされる。
牧畜については、紀元前11000年頃のメソポタミアでブタの飼育が始まったのに続いて、紀元前11000年頃から紀元前9000年頃にかけて、ヒツジの飼育が始まったとされる。ウシについては、紀元前8500年頃の(現在の)トルコやパキスタン周辺で、現代の家畜牛の祖先にあたるオーロックス(1627年に絶滅)の飼育が始まった。
南アメリカのアンデス地方では、紀元前8000年頃から紀元前5000年頃にかけて、インゲンマメ類やコカとともにジャガイモの栽培が始まり、ラマやアルパカ、モルモットなどが飼育され始めた。同じ頃、パプアニューギニアでは、既に交配されたバナナが収穫されていたとされる。

## 古代
現段階で見つかっている最古の農業の痕跡は23,000年ほど前のものである。ハーバード大学、テルアビブ大学とハイファ大学の共同チームが、イスラエルのガリラヤ湖岸で23,000年前の農耕の痕跡（オオムギ、ライムギ、エンバク、エンマーコムギ）を発見したと、ニューヨーク・タイムズなどが報道している。

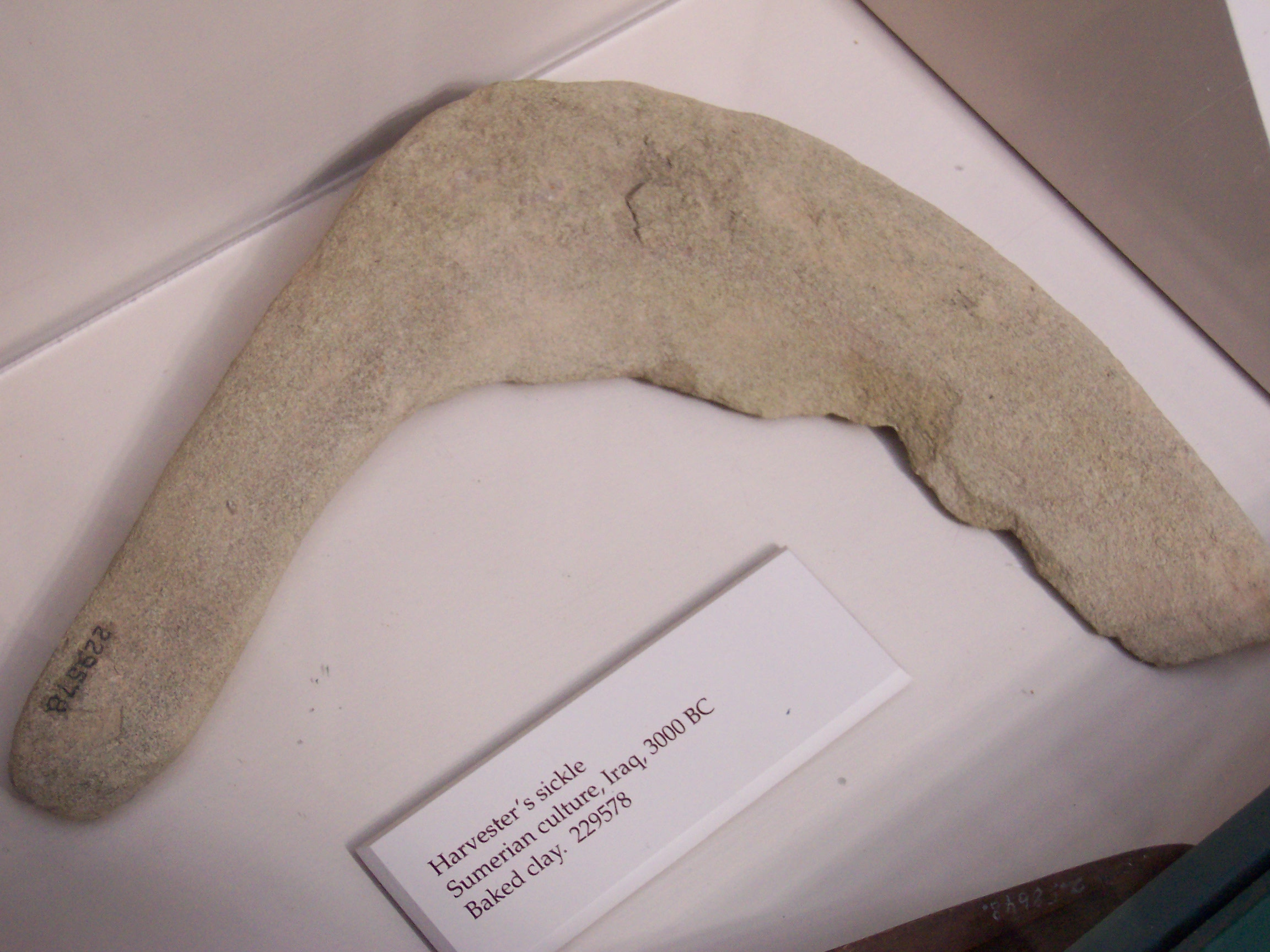
粘土を焼いて作った古代シュメールの収穫用鎌（紀元前3000年ごろ）

レバント（歴史的シリア周辺、肥沃な三日月地帯の西半分）で1万年ほど前の農業の痕跡が見つかっている。シリアのテル・アブ・フレイラ遺跡（BP 13050、紀元前11050年頃）でも農耕の跡（ライムギ）が発見されている。

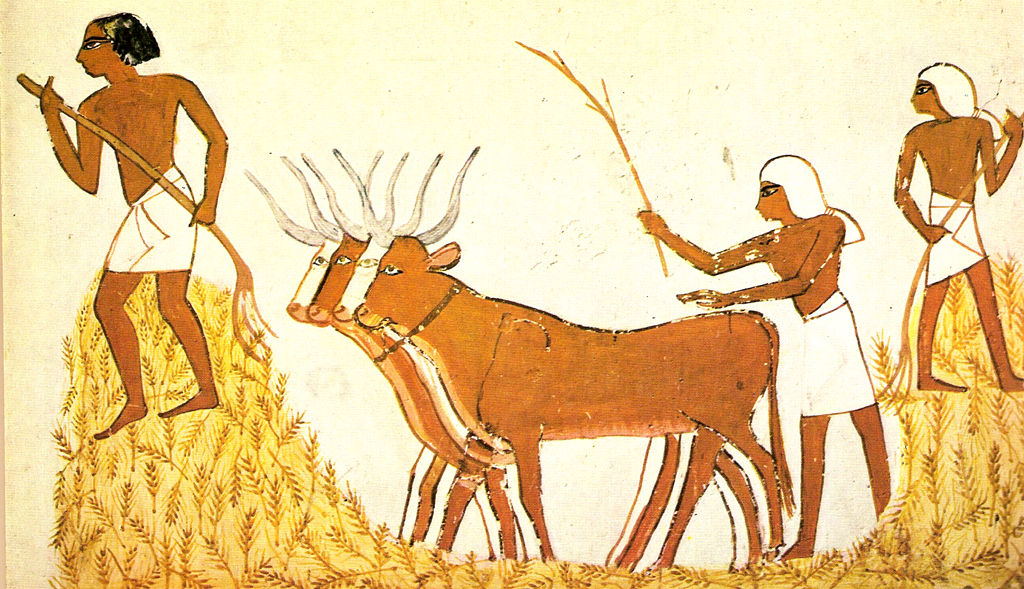
古代エジプトの絵。収穫した小麦。

他にもエジプトやインドで、それまで野生に生えていた植物の種を植えて収穫したことを示す遺跡が見つかっている。また、中国（黄河流域、長江流域）、アフリカのサヘル、ニューギニア島、南北アメリカの各所でそれぞれ独自に農業が始まった。最初期の農業ではまずエンマーコムギとヒトツブコムギが作物として栽培され、続いてオオムギ、エンドウ、レンズマメ、bitter vetch、ヒヨコマメ、アマが栽培された。
エジプトで小規模な農耕が始まったのは紀元前7000年ごろである。
同じ頃、農耕を身につけたアナトリアの農耕民は、すぐに地中海沿岸およびイベリア半島まで農耕地を求め移住を始めた。同様に現在のイランの農耕民は、インド亜大陸南端まで移住を始めた。

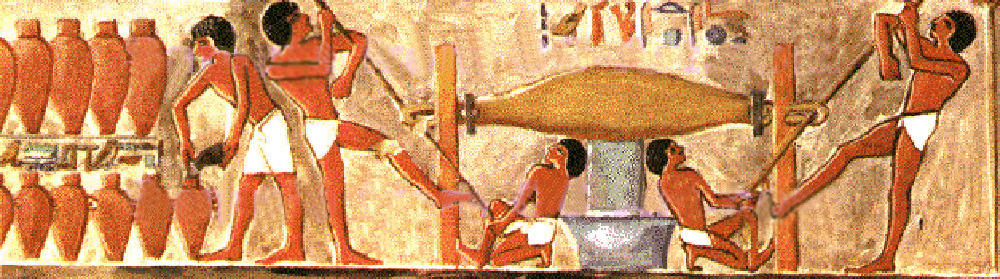
古代エジプト、紀元前15世紀
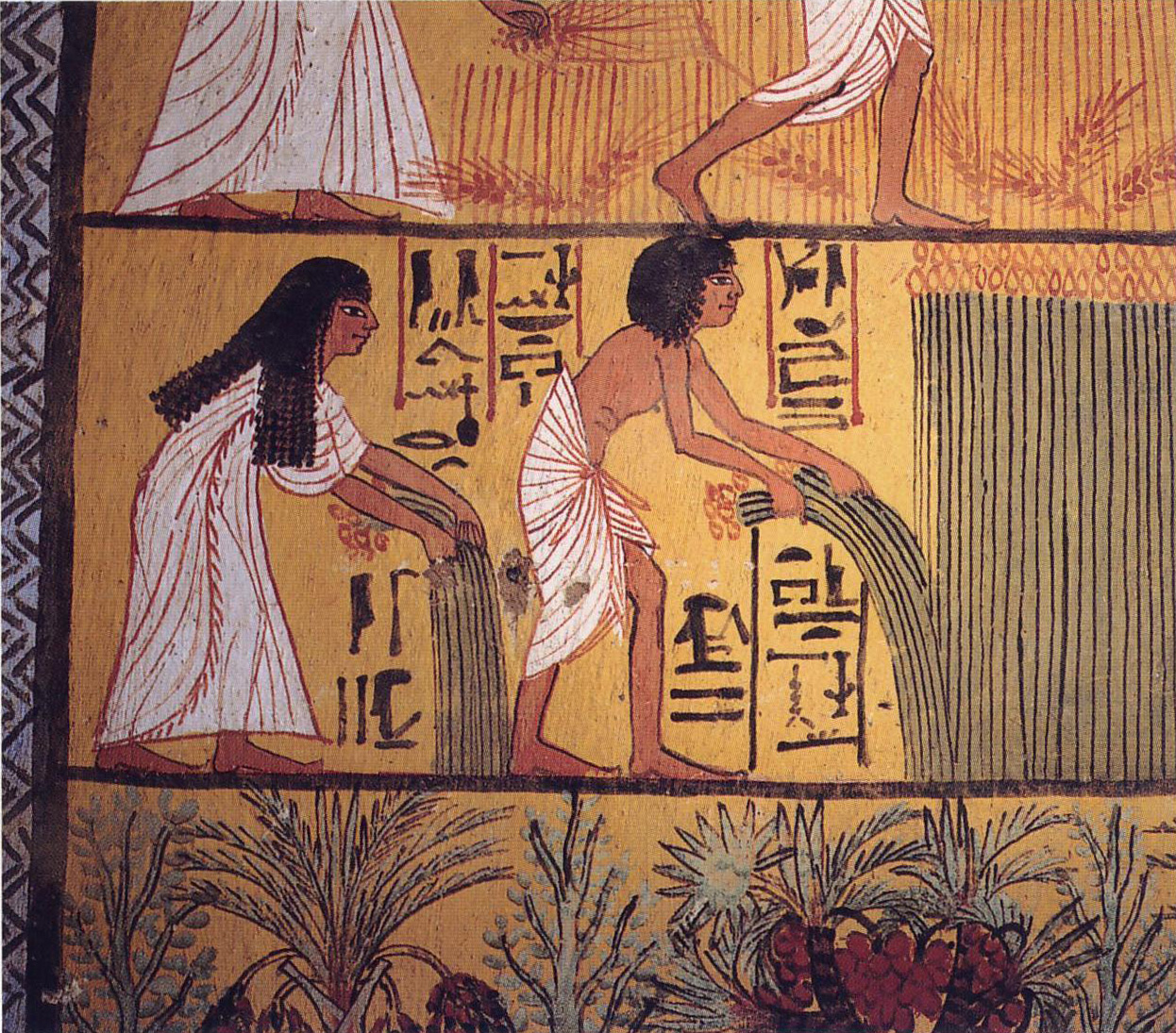
古代エジプト、紀元前13〜11世紀。

アジア
インド亜大陸でも紀元前7000年ごろにコムギやオオムギを栽培していたことが、バルチスタン地方（現在のパキスタン）のメヘルガルの考古発掘で明らかになっている。紀元前6000年ごろまでに、ナイル川河岸で中規模農業が確立。この段階では灌漑技術は十分確立したとは言えない。
同じころ、東アジアで米の栽培が始まっている。中国南部では、初期のオーストロネシア語族とモン・ミエン語族の話者によって、湿地農業の発展とともに、紀元前11,500年から6,200年頃に揚子江流域で米の栽培が開始され、ドングリ、シログワイ、オニバスなど、他の食用植物も栽培化された。中国北部では、紀元前8,000年から6,000年頃に初期のシナ・チベット語話者によってキビが栽培化され、紀元前5,500年までに黄河流域の主要作物になった。中国やインドネシアの農民はさらに、サトイモ、リョクトウやダイズやアズキといった豆類を栽培するようになる。これらは基本的に炭水化物源であり、それを補うタンパク源として魚を大量に確保すべく漁網が発達することになった。こういった農業と漁業の進歩により、それまでとは比べものにならない速度で人口が増加し始めた（今もそれが続いている）。
紀元前5000年ごろまでに、シュメール特にペルシア湾のデルタ地帯からチグリス川とユーフラテス川の合流点を結ぶシャットゥルアラブ川沿いで大規模な耕作、単一種の栽培、計画的灌漑、農業専門の労働力といった農耕技法が生まれた。野生のオーロックスを家畜化してウシとし、同じくムフロンを家畜化してヒツジとした。それによって食肉や羊毛を大規模に確保するとともに、荷車を牽かせて使役した。また、羊飼いが定住牧畜民または遊牧民として農民の仲間入りをするようになった。
メソアメリカ、南アメリカ
アメリカ大陸では紀元前5200年ごろ、トウモロコシ、キャッサバ、クズウコンが農作物として栽培されるようになった。アメリカ大陸発祥の農作物としては他にジャガイモ、トマト、トウガラシ属、いくつかの豆類、タバコなどがある。南アメリカではアンデス山脈沿いの険しい斜面に段々畑が発達した。メソアメリカでは6000年以上前に野生のテオシントに人間が手を加えて現代のトウモロコシの原種を作った。それが徐々に北アメリカに広まっていき、ヨーロッパの人々が新大陸に到達したころにはアメリカ先住民の主食になっていた。メソアメリカ原産の作物としては他に数百種類のカボチャ類や豆類がある。カカオを作物としたのもメソアメリカである。食用に供される鳥であるシチメンチョウ属もメキシコからアメリカ南西部で家畜化された。南アメリカのアンデス山脈地域が発祥の重要な作物としてジャガイモがあり、5000年前ごろのこととされている。南アメリカでは様々な豆類も作物とされたが、リャマ、アルパカ、モルモットといった動物も家畜化された。アンデス地域発祥の作物としてはコカもあり、今も主要作物として栽培されている。
北米
北米大陸の先住民（現在で言えばアメリカ合衆国東部にあたる場所にいた人々）も様々な植物を作物化した。ヒマワリ、タバコ、カボチャ類、ケノポジ類などがあり、既に栽培されていない作物としてmarshelderやミナトムギクサもあった。他にもマコモ（ワイルドライス）やサトウカエデなどは作物化には至らなかったが、採種栽培されたと見られている。イチゴの最も一般的な種であるオランダイチゴの元となった種はアメリカ北東部で作物化されたものである。
プラウの使用開始
紀元前3500年ごろ、"ard" と呼ばれる原始的なプラウが開発された。プラウが生まれる前は、単純な棒や鍬で土地を耕していた。これらの農器具は耕地の養分が枯渇するほど継続的に同じ土地で農耕を行うとき、土を掘り返して養分を含む深い部分の土を表面に出すのに必要だった。メキシコでの発掘で、小さい農地で継続的に農耕を行い、生活していたことがわかっている。中欧ヨーロッパでも同様の農法が行われていた。その場合、プラウは棒よりもより効率的だった。
古代ギリシアや古代ローマの農業はシュメールの農耕技法を元にしたものだが、いくつか根本的な改良も施した。ギリシャ南部は土地がやせていて、文明を開花させるのに苦労した。ローマ人は農作物を交易用に栽培したという点が特筆される。

## 中世

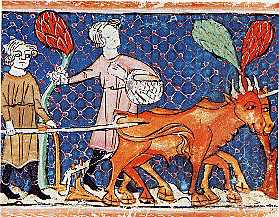
13世紀

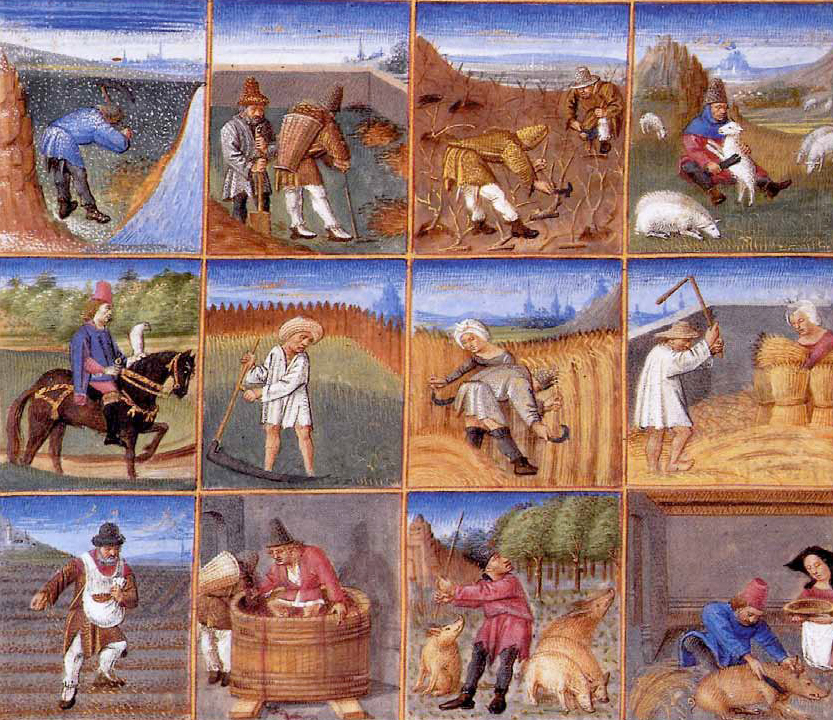
カレンダー（暦）。1年の活動のありさま。（15世紀）

中世になると、北アフリカ、中東、ヨーロッパの農民は水理学や流体静力学の原理に基づいた灌漑技法（水車、揚水装置、ダム、ため池）などの農耕技術を使うようになっていった。それに加えて3年周期の輪作が考案され、モールドボード・プラウの発明もあって、農業の効率が大きく向上した。
中世ヨーロッパにおいては、農業は「7つの機械技術 (seven mechanical arts)」の1つに数えられた（他は、機織り、鍛冶、戦争、航海、狩猟、医療）。
農業に関する書籍、特に近代的農学が成立する以前の農業技術・農民生活についての著作物は農書と呼ばれ、各地域において残されており、かつての農業につき知ることが出来る。

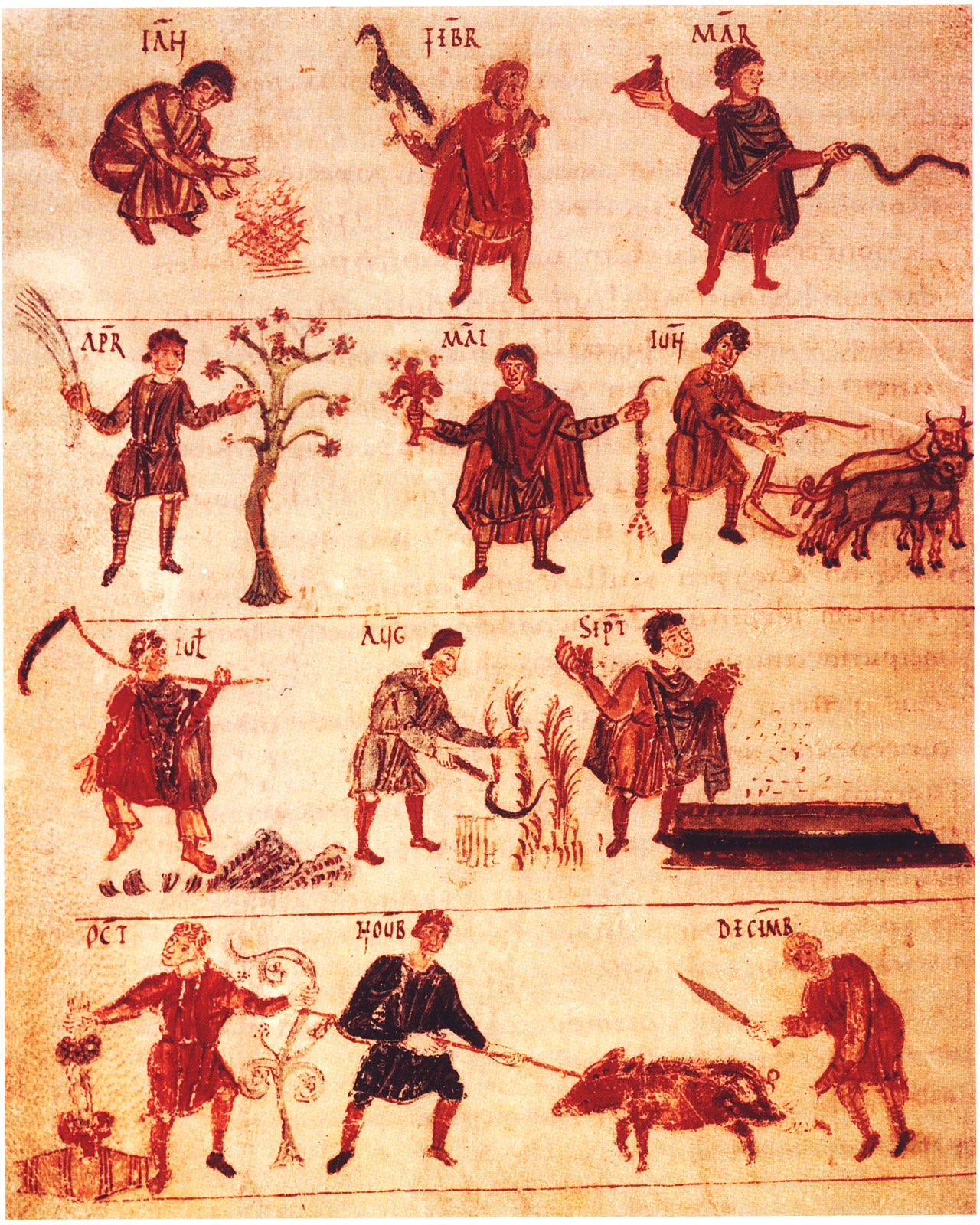
9世紀の絵
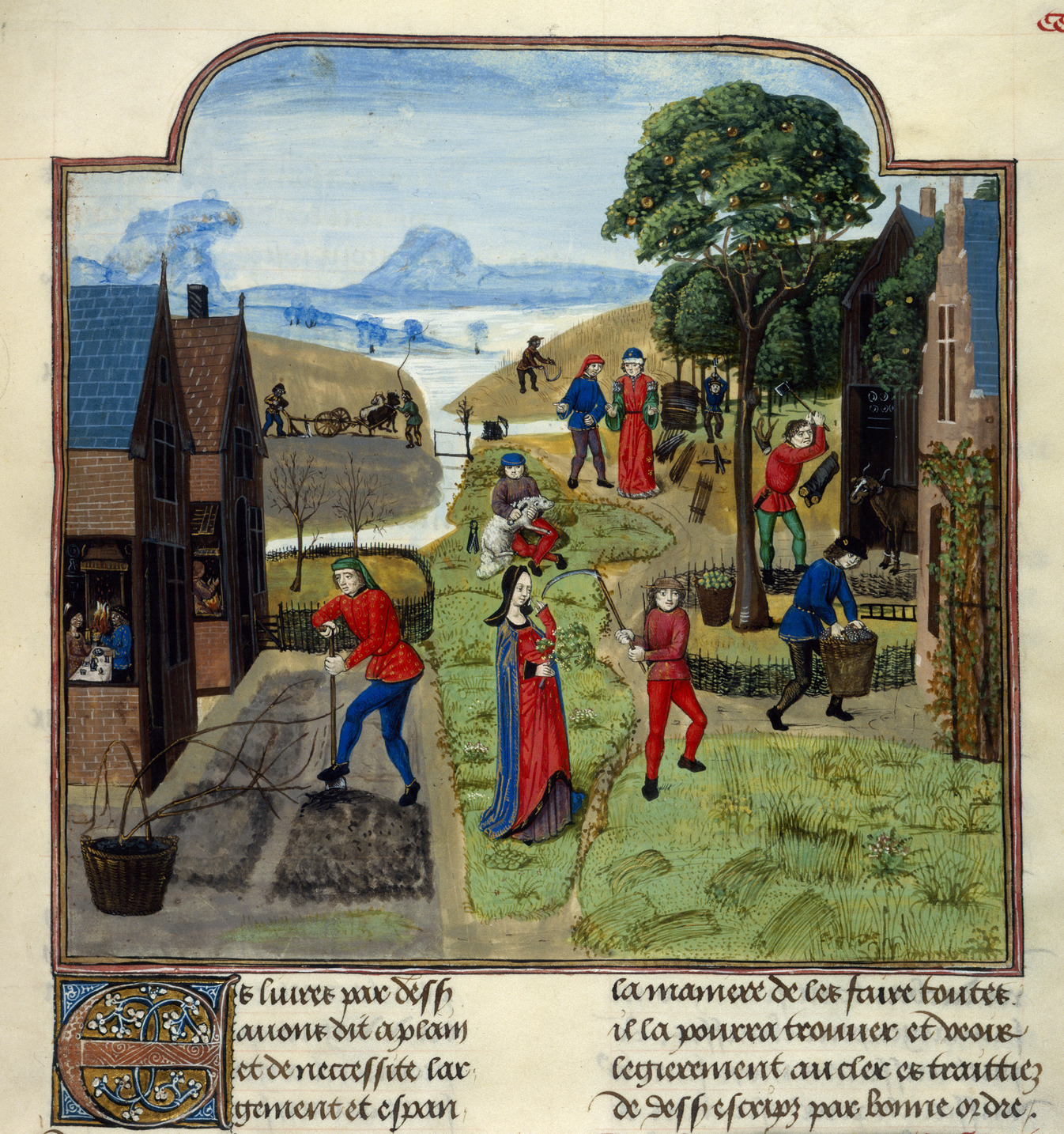
15世紀末
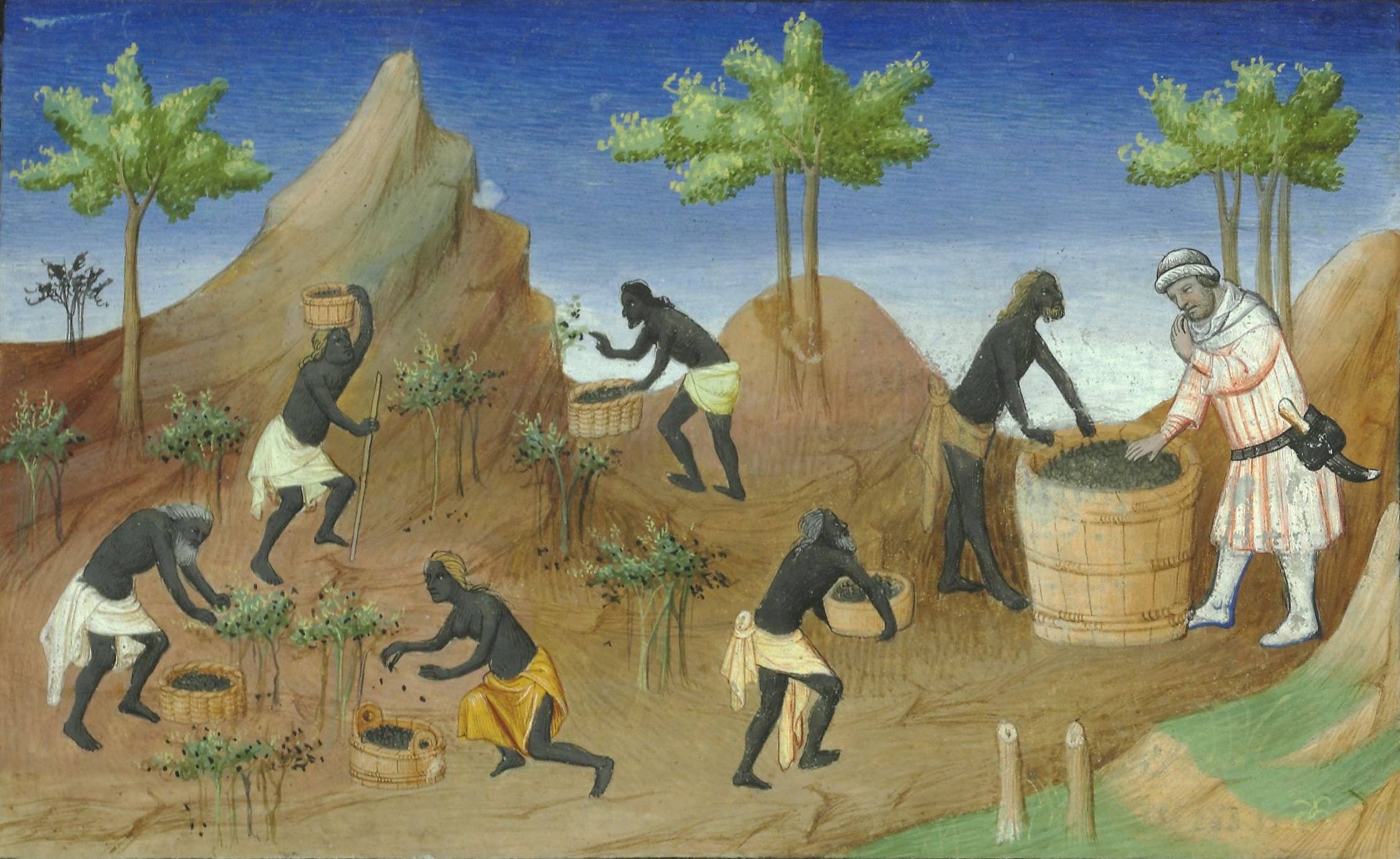
南インド、コショウの収穫（14世紀）

## 近現代

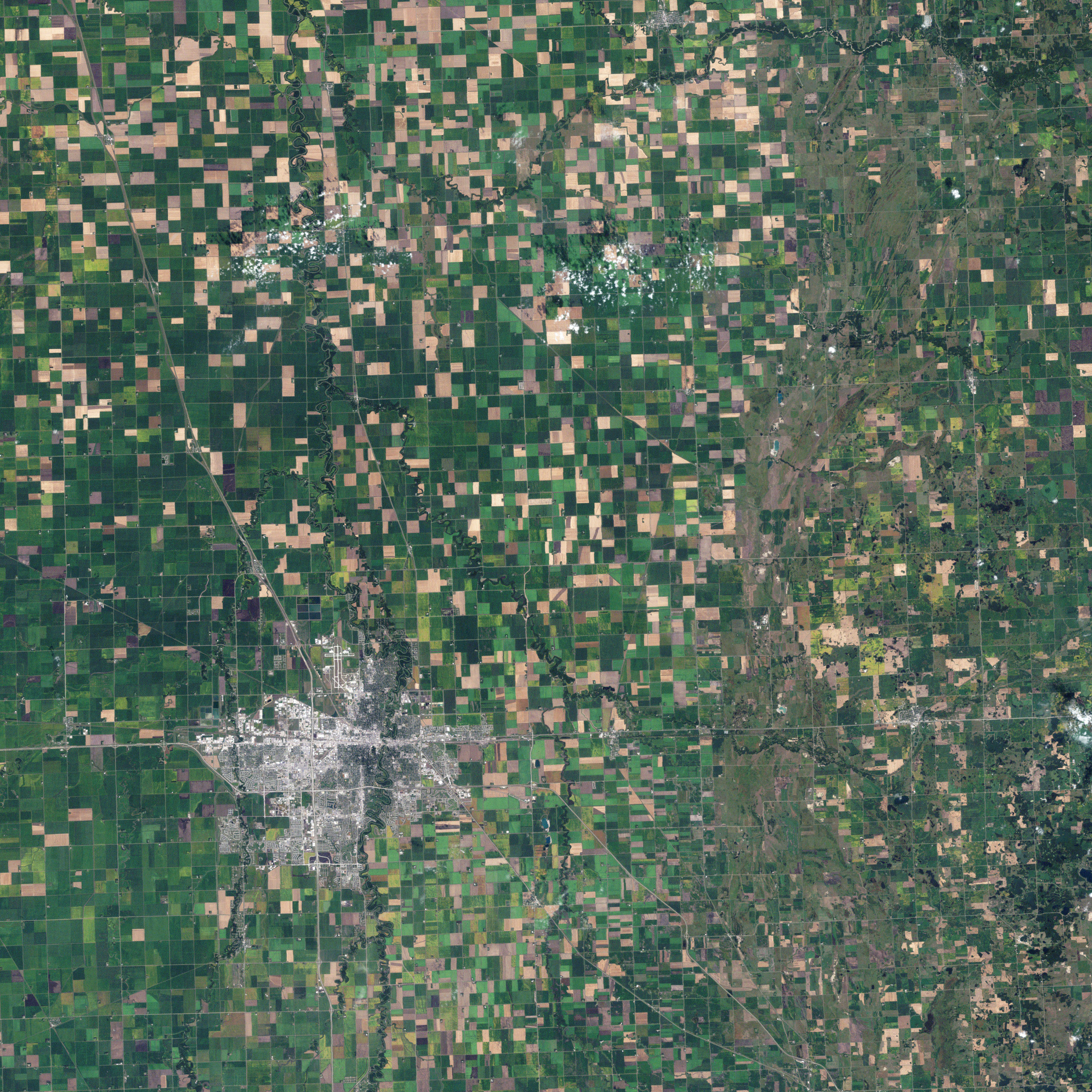
ミネソタ州の農地の衛星画像

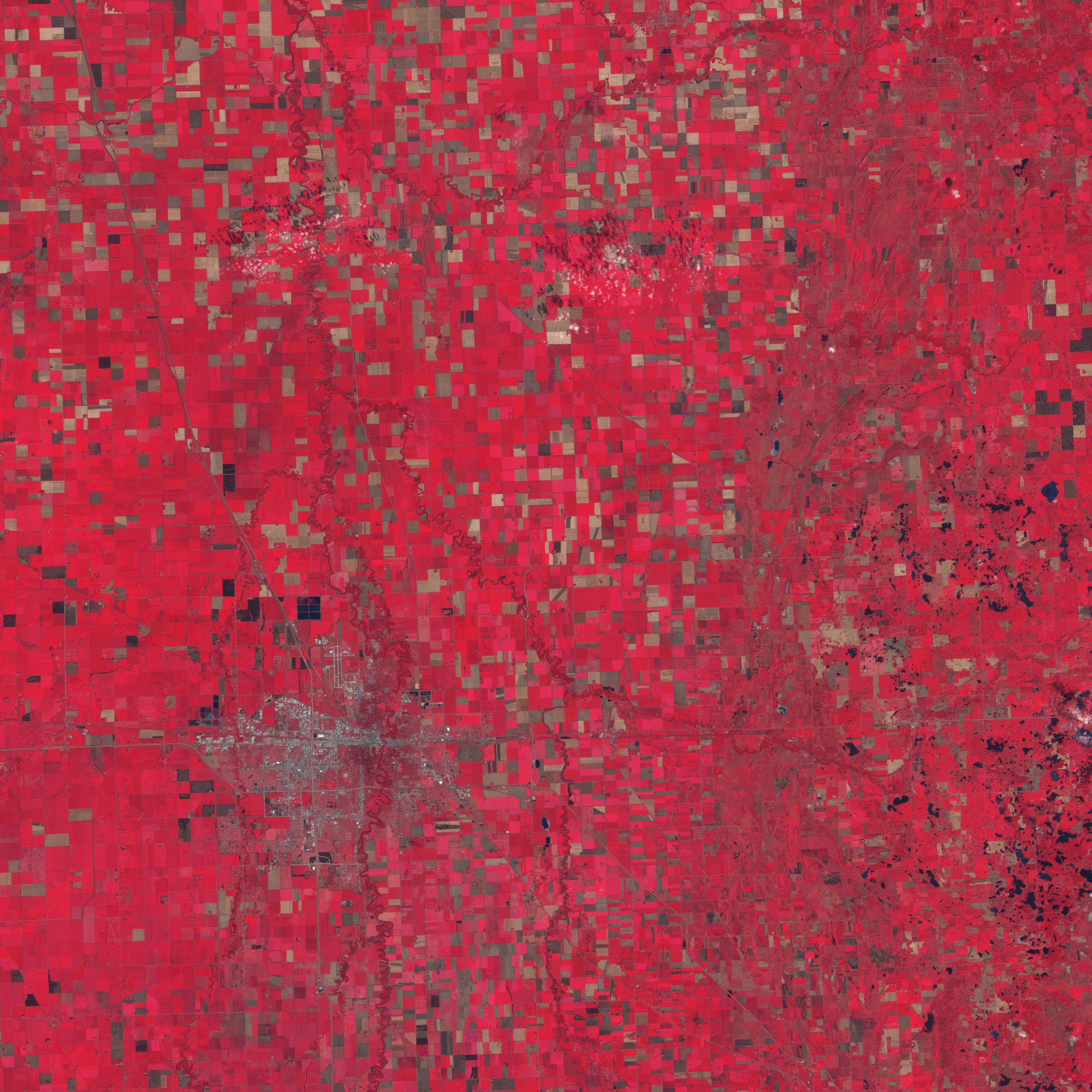
同じ位置の赤外線画像

1492年以降、世界的な農作物品種や家畜品種の交換が始まった（コロンブス交換）。新世界（南北アメリカ）から旧世界（ヨーロッパ）にもたらされた主要な作物として、トマト、トウモロコシ、ジャガイモ、キャッサバ、ココア、タバコがある。逆に新世界に持ち込まれた農作物として、コムギ、香辛料、コーヒー、サトウキビなどがある。新世界に持ち込まれた最も重要な家畜としてはウマとイヌがある（イヌはコロンブス以前からアメリカ大陸に生息していたが、数が少なく、農作業の補助に適した種類ではなかった）。食用の家畜ではないが、ウマ（およびロバやポニー）とイヌはすぐさま南北アメリカの農業で生産的役割を果たすようになった。
ジャガイモは北欧で重要な主要農作物となった。トウモロコシとキャッサバは16世紀にポルトガル人が持ち込み、主にアフリカで主要農作物となった。

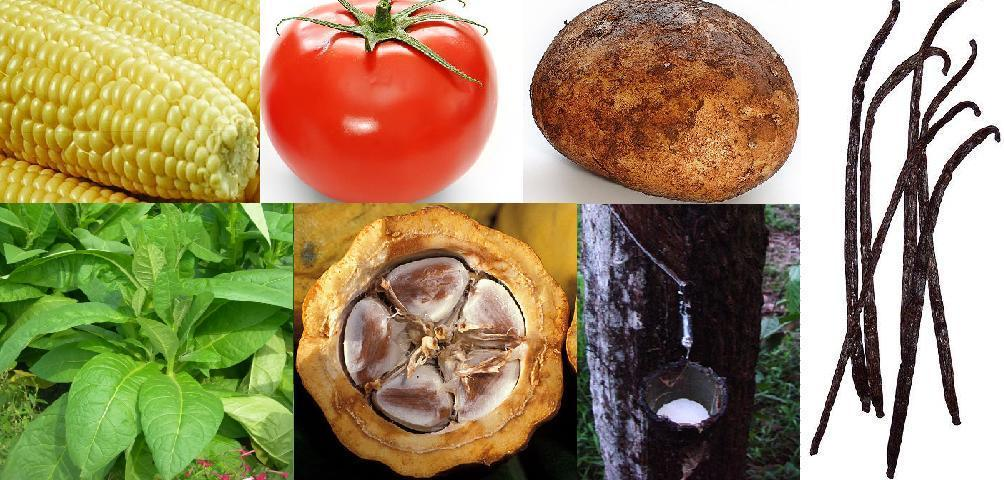
こうした野菜類がコロンブスの航海をきっかけとして、新世界からヨーロッパへともたらされた。
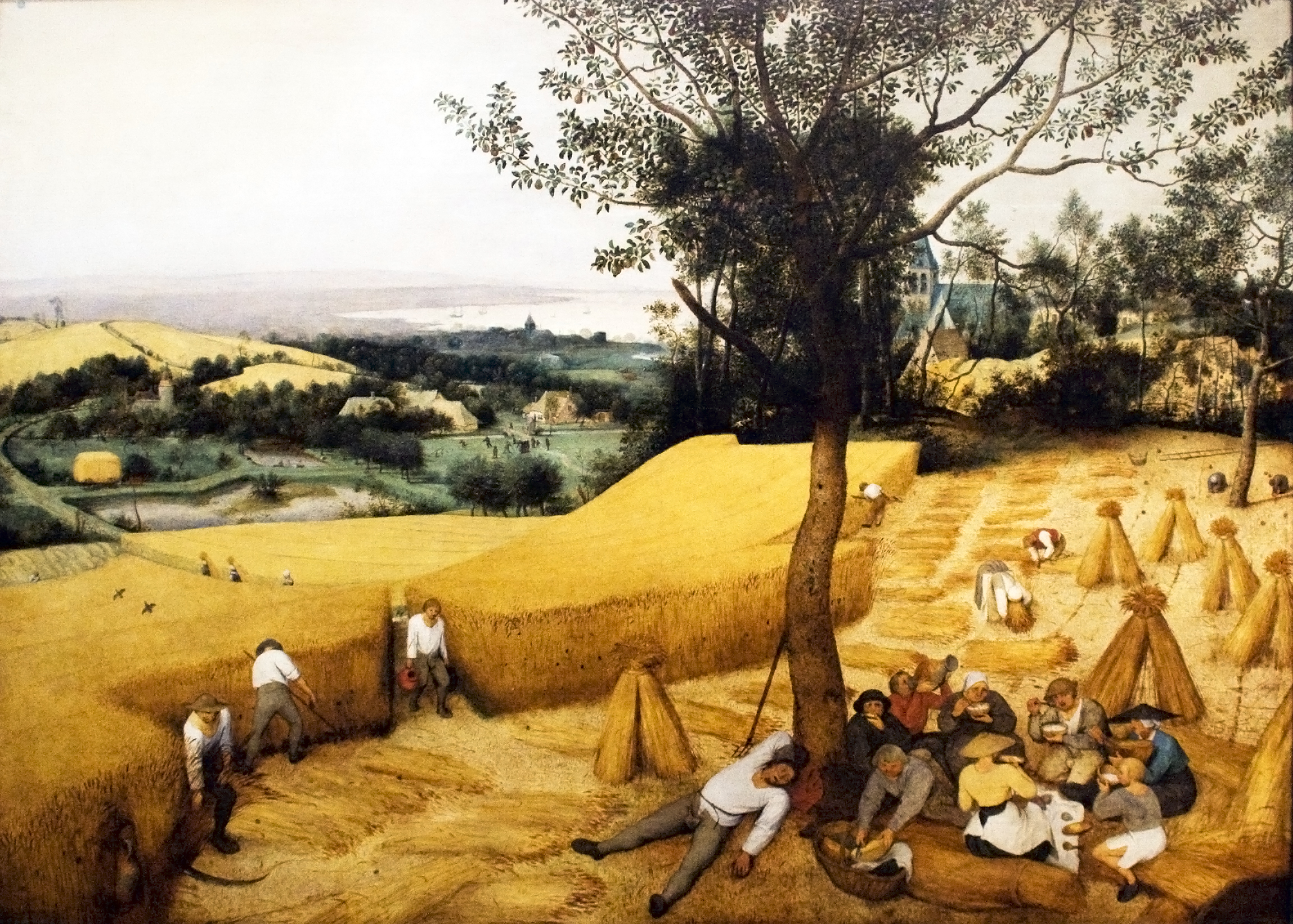
「麦刈り」ピーテル・ブリューゲル 1565年

19世紀初めまでに農耕技法、農機具、栽培品種の改良が進み、中世に比べると格段に単位面積あたりの収穫量が増加した。20世紀を迎えるまでの農耕の発展の歴史の中でも、チャールズ・ダーウィンとグレゴール・ヨハン・メンデルが品種改良の科学的基礎を築いたことは最も重要な出来事である。それによって過去150年間の爆発的な農業生産量の増大がもたらされた。

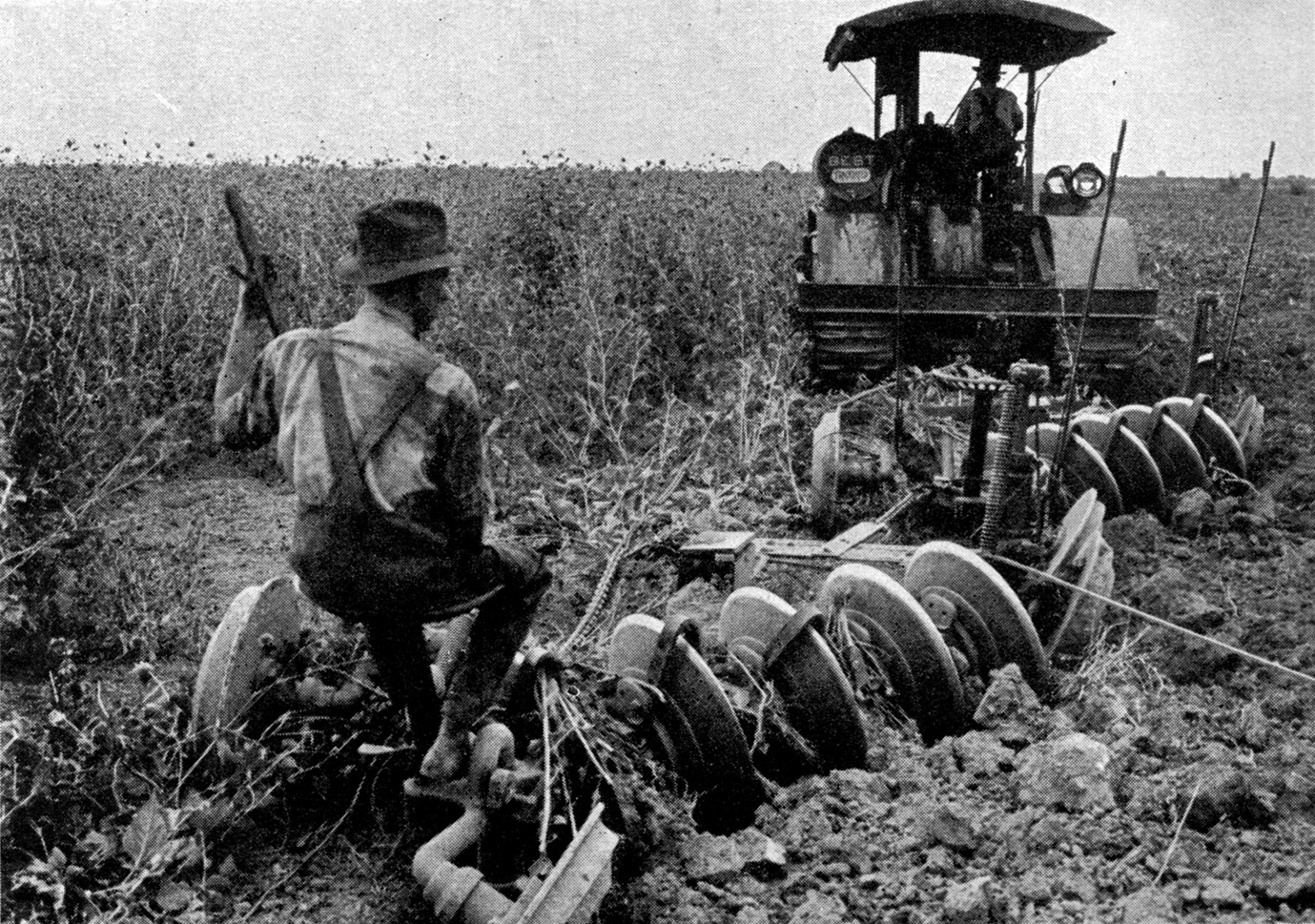
トラクターでアルファルファ畑を耕す様子。（1921年版Collier's New Encyclopediaに掲載されていた写真）

20世紀

19世紀末から20世紀初頭の機械化（特にトラクター）の急激な進展により、農作業はかつてない速度と規模で実施可能となった。そういった進歩により、アメリカ合衆国、アルゼンチン、イスラエル、ドイツなどの国々でほぼ限界と思えるほど高密度に高品質な作物を栽培できるようになった。
ハーバー・ボッシュ法を使って肥料を合成できるようになり、それまで限界とされていた収量を超えた収穫が可能となった。20世紀の農業は生産性が向上し、化学肥料と農薬で手間を省いたが、水質汚染を招き、先進国では補助金がつきものとなった。従来の農業の環境への外部性効果への反発から、近年では有機農業を推進する動きが生じている。
米、トウモロコシ、小麦といった穀物は食糧供給の60%を占めている。1700年から1980年の間に世界の全耕作地は46%増加し、品種改良、化学肥料、農薬、灌漑、機械化によって生産高はそれ以上に増加した。例えばコロラド州東部のトウモロコシの生産高は、1940年から1997年の間に灌漑設備が整備されたことで400%から500%も増加した。
しかし、そのような集約農業について持続可能性の面で懸念が生じている。インドなどのアジアでは集約農業によって土壌の質が低下し、人口増加によって食糧需要が今後も増大する中で、化学肥料や農薬の環境への影響も懸念されている。集約農業では単一品種を栽培することが多いが（モノカルチャー）、それによって病気や害虫も発生しやすくなり、農薬に頼らざるをえなくなる。数十年前から提唱されている総合的病害虫管理 (IPM) を行った成功例はあるものの、IPMは知識集約型であり、農業政策的には農薬の使用を推進した方が簡単だという現実がある。
緑の革命でアジアでの米生産高が劇的に増大したが、過去15年から20年間は生産高があまり増加していない。小麦については遺伝子上の「収穫量」を増大させることに成功しているが、米については1966年以降そのような品種改良が行われておらず、トウモロコシの場合は35年間で若干改良された程度である。除草剤が開発されると、10年から20年でその除草剤に抵抗力のある雑草が出現し、害虫の場合は10年以内に農薬に抵抗力のあるものが出現する。輪作はそのような抵抗力のあるものが出現するのを遅らせる効果もある。
19世紀末以降、世界中から新たな品種を探し、新たな農法を探す調査が行われてきた。例えば Frank N. Meyer は1916年から1918年まで中国と日本を訪れ、果実や木の実の新品種採集を行った。1929年から1931年にかけて、アメリカの調査団が中国、朝鮮、日本を訪れ、大豆の品種を持ち帰っている。
国際通貨基金によれば、2009年現在、農業生産高では中国が世界一であり、それに欧州連合、インド、アメリカ合衆国が続いている。経済学者らが農業の全要素生産性 (TFP) を測定したところ、アメリカ合衆国の農業の生産性は1948年時点の2.6倍だという。
アメリカ合衆国、カナダ、フランス、オーストラリア、タイの6カ国で穀物輸出量の90%を占めている。中でもアメリカは穀物貿易の約半分を占めている。アルジェリア、イラン、エジプト、メキシコといった国々では水不足によって穀物の輸入に頼らざるをえなくなっている。中国やインドでも同様のことが起きるのではないかと懸念されている。